# Nerf cutané médial du bras
Le nerf cutané médial du bras (ou nerf accessoire du brachial cutané interne ou nerf cutané brachial médial) est un nerf sensitif du membre supérieur.

## Origine
Le nerf cutané médial du bras est la plus petite branche du plexus brachial. Il nait de son faisceau médial, au-dessus du nerf cutané médial de l'avant-bras. Ses fibres viennent de T1.

## Trajet

Zone d'innervation du nerf cutané médial de l'avant-bras (marqué par Medial brachial cut.)

Le nerf cutané médial du bras traverse le creux axillaire en arrière puis en dedans de la veine axillaire. Il y reçoit une anastomose du deuxième nerf intercostal.
Il pénètre dans la partie interne de la loge brachiale antérieure le long du côté médial de l'artère brachiale, puis il perce le fascia brachial pour devenir sous-cutané.
Il innerve la base de l'aisselle et la partie supérieure de la face interne du bras.